# فهرست نمایندگان دوره دوم مجلس شورای ملی

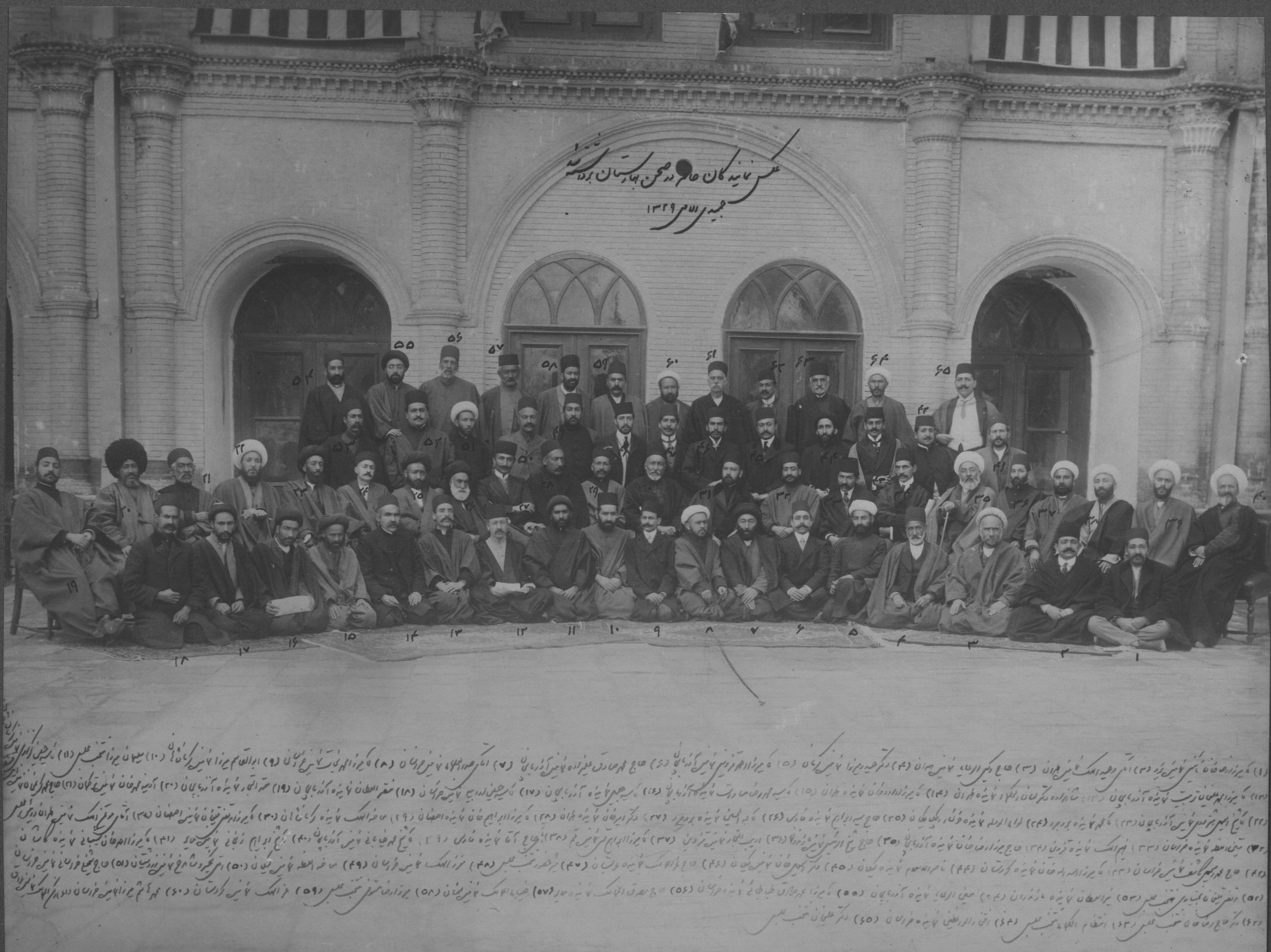
عکس نمایندگان مجلس دوم. برای دیدن نام نمایندگان روی تصویر کیلک کنید.

فهرست نمایندگان دوره دوم مجلس شورای ملی ایران که از ۲۴ آبان ۱۲۸۸ (خورشیدی) تا ۳ دی ۱۲۹۰ (خورشیدی) دایر بود. 
به توپ بستن مجلس توسط محمدعلی‌شاه قاجار و آغاز دوره استبداد صغیر از دوم تیر ۱۲۸۷ خورشیدی باعث تعطیلی مجلس اول شد. این دوره تا خلع محمدعلی‌شاه از پادشاهی تا ۲۵ تیر ۱۲۸۸ طول کشید اما دوران فترت مجلس تا ۲۴ آبان ۱۲۸۸ ادامه داشت. این مجلس با اولتیماتوم امپراتوری روسیه در روز سوم دی ۱۲۹۰ خورشیدی منحل شد.
روش انتخاب نمایندگان در این دوره برخلاف دوره پیش بر اساس صنف نبود و نمایندگان به روش غیرمستقیم و دومرحله‌ای انتخاب می‌شدند. تعداد نمایندگان از ۱۶۰ نفر به ۱۲۶ نفر کاهش یافت. 
انتخابات نمایندگان در طول دوره دوم مجلس شورای ملی همچنان ادامه پیدا کرد به نحوی که بسیاری از نمایندگان به دلایل گوناگون همهٔ دوره دوم را درک نکردند. این مجلس با حضور ۶۱ نفر افتتاح شد و منتخبان مردم به تدریج از نقاط مختلف کشور وارد مجلس شدند. در طول این مجلس ۱۲ کابینه روی کار آمدند.
| نام و شهرت (لقب)                      | سمت                                                                 | حوزه انتخابیه            | توضیحات                                                             | مدت نمایندگی            |
| ------------------------------------- | ------------------------------------------------------------------- | ------------------------ | ------------------------------------------------------------------- | ----------------------- |
| سیدنصرالله سادات اخوی                 | نایب رئیس (اجلاسیه‌های ۱، ۲، ۴ و ۵)                                  | تهران                    |                                                                     | ۲۵ ماه و ۲ روز خورشیدی  |
| حسین قلی‌خان نواب                      | منشی (اجلاسیهٔ ۱)                                                    | تهران                    | پس از ۸ ماه وزیر امور خارجه شد.                                     | ۸ ماه و ۴ روز خورشیدی   |
| میرزا محمدعلی‌خان ذکاءالملک            | منشی (اجلاسیهٔ ۱) رئیس (اجلاسیهٔ ۳ و نیمی از ۴) نایب رئیس (اجلاسیهٔ ۵) | تهران                    | از ریاست اجلاسیه چهارم استعفا داد.                                  | ۲۵ ماه و ۲ روز خورشیدی  |
| شیخ محمدحسین ندوشنی یزدی              |                                                                     | تهران                    |                                                                     | ۲۵ ماه و ۲ روز خورشیدی  |
| مرتضی‌قلی‌خان صنیع‌الدوله                |                                                                     | تهران                    | پس از ۳ ماه وزیر شد و بعداً ترور شد.                                 | ۳ ماه و ۵ روز خورشیدی   |
| میرزا حسن‌خان وثوق‌الدوله               |                                                                     | تهران                    | پس از ۱۰ روز وزیر شد.                                               | ۱۰ روز                  |
| حسنعلی‌خان کمال هدایت (نصرالمک)        |                                                                     | تهران                    |                                                                     | ۲۵ ماه و ۲ روز خورشیدی  |
| میرزا محمدخان صدیق حضرت               |                                                                     | تهران                    |                                                                     | ۲۵ ماه و ۲ روز خورشیدی  |
| اسدالله میرزا شهاب‌الدوله              | نایب رئیس (اجلاسیهٔ ۳)                                               | تهران                    | پس از ۸ ماه وزیر شد.                                                | ۸ ماه و ۶ روز خورشیدی   |
| میرزا حسین‌خان مؤتمن‌الملک              | رئیس (نیمی از اجلاسیهٔ ۴ و کل اجلاسیهٔ ۵)                             | تهران                    |                                                                     | ۲۵ ماه و ۲ روز خورشیدی  |
| میرزا فتح‌الله خان مشیرحضور            |                                                                     | تهران                    |                                                                     | ۲۵ ماه و ۲ روز خورشیدی  |
| میرزا محمودخان احتشام‌السلطنه          |                                                                     | تهران                    | استعفا داد.                                                         | ؟                       |
| شاهزاده یحیی میرزا اسکندری            |                                                                     | تهران                    | پیش از افتتاح مجلس دوم درگذشت                                       | -                       |
| امیر خان امیراعلم                     |                                                                     | تهران                    |                                                                     | ۲۵ ماه و ۲ روز خورشیدی  |
| یحیی میرزا لسان‌الحکما                 |                                                                     | تهران                    |                                                                     | ۲۵ ماه و ۲ روز خورشیدی  |
| حاج میرزا عبدالحسین‌خان وحیدالملک      |                                                                     | تهران                    |                                                                     | ۲۵ ماه و ۲ روز خورشیدی  |
| میرزا داوود خان علی‌آبادی              |                                                                     | تهران                    |                                                                     | ۲۵ ماه و ۲ روز خورشیدی  |
| ابراهیم قمی                           |                                                                     | قم                       |                                                                     | ۱۶ ماه و ۲۶ روز خورشیدی |
| حاج شیخ تقی ایرانی وکیل‌الرعایا        |                                                                     | همدان                    |                                                                     | ۲۵ ماه و ۲ روز خورشیدی  |
| میرزا اسماعیل‌خان معاضدالملک           | منشی (اجلاسیه‌های ۱، ۲، ۳ و ۴)                                       | کرمانشاه                 | در ۹ خرداد ۱۲۹۰معاون وزیر مالیه شد                                  |                         |
| ابوالقاسم میرزا                       | کارپرداز (اجلاسیهٔ ۳)                                                | کرمانشاه                 |                                                                     | ۲۵ ماه و ۲ روز خورشیدی  |
| سید حسین کزازی                        |                                                                     | کرمانشاه                 |                                                                     | ۲۵ ماه و ۲ روز خورشیدی  |
| حاج محسن آقا مصدق‌الممالک              |                                                                     | ملایر، نهاوند و تویسرکان | در آخرین روزهای این دوره درگذشت                                     | ۲۵ ماه و ۲ روز خورشیدی  |
| شیخ ابراهیم زنجانی                    |                                                                     | ملایر، نهاوند و تویسرکان |                                                                     | ۲۴ ماه و ۱۳ روز خورشیدی |
| عبدالرضا سالار فیروز رکن‌الممالک       |                                                                     | عراق                     |                                                                     | ۱۳ ماه و ۱ روز خورشیدی  |
| عبدالحسین میرزا فرمانفرمائیان         |                                                                     | عراق                     | اعتبارنامه‌اش نظر به اشتغال در وزارت جنگ، رد شد.                     |                         |
| عزت الله خان عزالملک اردلان           |                                                                     | کردستان                  |                                                                     | ۲۵ ماه و ۲ روز خورشیدی  |
| میرزا اسدالله خان کردستانی            |                                                                     | کردستان                  | در دهم شهریور ۱۲۹۰ معاون وزیر پست و تلگراف شد                       |                         |
| عبدالحسین خان سالارالملک گروسی        |                                                                     | گروس (بیجار)             |                                                                     |                         |
| آقامحمد بروجردی                       |                                                                     | بروجرد                   |                                                                     | ۱۹ ماه و ۲ روز خورشیدی  |
| سید عبدالحسین                         |                                                                     | بروجرد                   |                                                                     | ۱۹ ماه و ۲ روز خورشیدی  |
| بیوک‌خان لواءالدوله                    |                                                                     | خوانسار و گلپایگان       |                                                                     | ۱۷ ماه و ۲۸ روز خورشیدی |
| شیخ اسدالله محلاتی                    |                                                                     | خوانسار و گلپایگان       |                                                                     | ۱۷ ماه و ۲۸ روز خورشیدی |
| میرزا صادق‌خان مستشارالدوله            | رئیس (اجلاسیه‌های ۱ و ۲)                                             | آذربایجان                | پس از ۱۶ ماه وزیر داخله شد.                                         | ۱۵ ماه و ۲۴ روز خورشیدی |
| میرزا اسماعیل‌خان ممتازالدوله          | نایب‌رئیس (اجلاسیه‌های ۱ و ۲) رئیس (نیمی از اجلاسیهٔ ۴)                | آذربایجان                | پس از ۱۶ ماه وزیر مالیه شد.                                         | ۱۵ ماه و ۲۴ روز خورشیدی |
| حاج میرزا آقا فرشچی                   |                                                                     | آذربایجان                |                                                                     | ۲۱ ماه و ۱۷ روز خورشیدی |
| میرزا ابراهیم‌خان حکیم‌الملک            |                                                                     | آذربایجان                | پس از ۸ ماه وزیر مالیه شد.                                          | ۸ ماه و ۶ روز خورشیدی   |
| سید محمدرضا مساوات                    |                                                                     | آذربایجان                |                                                                     | ۲۵ ماه و ۲ روز خورشیدی  |
| سید حسن تقی‌زاده                       |                                                                     | آذربایجان                |                                                                     | ۲۵ ماه و ۲ روز خورشیدی  |
| میرزا عبدالله معین‌الرعایا             |                                                                     | آذربایجان                |                                                                     | ۲۵ ماه و ۲ روز خورشیدی  |
| آقا شیخ محمدخان خیابانی               |                                                                     | آذربایجان                |                                                                     | ۲۵ ماه و ۲ روز خورشیدی  |
| سیدجلیل اردبیلی                       |                                                                     | آذربایجان                |                                                                     | ۲۵ ماه و ۲ روز خورشیدی  |
| میرزا رضاخان                          | منشی (اجلاسیهٔ ۴)                                                    | آذربایجان                |                                                                     | ۲۵ ماه و ۲ روز خورشیدی  |
| میرزا اسماعیل‌خان نوبری                |                                                                     | آذربایجان                | پس از ۱۹ ماه استعفا داد.                                            | ۱۹ ماه و ۶ روز خورشیدی  |
| میرزا محمدعلی خان تربیت               |                                                                     | آذربایجان                |                                                                     | ۲۵ ماه و ۲ روز خورشیدی  |
| اسماعیل هشترودی                       |                                                                     | آذربایجان                |                                                                     | ۲۵ ماه و ۲ روز خورشیدی  |
| رضا دهخوارقانی                        |                                                                     | آذربایجان                |                                                                     | ۲۵ ماه و ۲ روز خورشیدی  |
| محمدصادق علی‌زاد                       |                                                                     | آذربایجان                |                                                                     | ۲۵ ماه و ۲ روز خورشیدی  |
| میرزا احمد قزوینی                     |                                                                     | آذربایجان                |                                                                     | ۲۵ ماه و ۲ روز خورشیدی  |
| میرزا محمد شجاعت                      |                                                                     | آذربایجان                |                                                                     | ۲۵ ماه و ۲ روز خورشیدی  |
| صادق‌خان منتصرالسلطان                  |                                                                     | آذربایجان                |                                                                     | ۲۵ ماه و ۲ روز خورشیدی  |
| محسن معتمدالتجار                      |                                                                     | آذربایجان                |                                                                     |                         |
| ابوالحسن میرزا شیخ‌الرئیس              | هیئت رئیسهٔ سنی                                                      | مازندران                 |                                                                     | ۱۷ ماه و ۲۸ روز خورشیدی |
| میرزا مصطفی خان نیرالسلطان            |                                                                     | مازندران                 |                                                                     | ۱۷ ماه و ۲۸ روز خورشیدی |
| آقا شیخ جعفر                          |                                                                     | مازندران                 |                                                                     | ۲۴ ماه و ۲۱ روز خورشیدی |
| آقا سیدعباس شریف‌العلما                |                                                                     | مازندران                 |                                                                     | ۷ ماه و ۷ روز خورشیدی   |
| میرزا حسن‌خان مشیرالدوله               |                                                                     | استرآباد                 | وزیر شد.                                                            | ۸ ماه و ۸ روز خورشیدی   |
| میرزا محمد ادیب‌التجار                 |                                                                     | قزوین                    |                                                                     | ۲۵ ماه و ۲ روز خورشیدی  |
| میرزا خلیل‌خان فهیم‌الملک               |                                                                     | قزوین                    |                                                                     | ۲۵ ماه و ۲ روز خورشیدی  |
| سید یحیی ناصرالاسلام مروستی           |                                                                     | گیلان                    |                                                                     | ۲۵ ماه و ۲ روز خورشیدی  |
| حاج محمدآقا وکیل‌التجار یزدی           | کارپرداز (اجلاسیه‌های ۲، ۳ و ۴)                                      | گیلان                    | درگذشت.                                                             | ۱۵ ماه و ۲۱ روز خورشیدی |
| میرزا ابوالحسن‌خان معاضدالسلطنه پیرنیا |                                                                     | گیلان                    | وزیر شد.                                                            | ۱۸ ماه و ۱۰ روز خورشیدی |
| دکتر اسماعیل‌خان مرزبان امین‌الملک      |                                                                     | گیلان                    |                                                                     | ۲۵ ماه و ۲ روز خورشیدی  |
| میرزا علی‌محمد‌خان وزیرزاده             | کارپرداز (اجلاسیهٔ ۱) منشی (اجلاسیه‌های ۲ و ۳)                        | گیلان                    | استعفا داد                                                          | ۶ ماه و ۷ روز خورشیدی   |
| عبدالحمید متین‌السلطنه                 | نایب رئیس (اجلاسیهٔ ۴)                                               | خراسان                   |                                                                     | ۲۵ ماه و ۲ روز خورشیدی  |
| آقا سید حسین اردبیلی                  |                                                                     | خراسان                   |                                                                     | ۲۵ ماه و ۲ روز خورشیدی  |
| عبدالحسین‌خان معززالملک (تیمورتاش)     | منشی (اجلاسیه‌های ۱، ۲ و ۳)                                          | خراسان                   |                                                                     | ۲۵ ماه و ۲ روز خورشیدی  |
| سید یعقوب صدرالعلما                   |                                                                     | خراسان                   |                                                                     | ۲۳ ماه و ۱۲ روز خورشیدی |
| حبیب‌الله افتخارالواعظین               |                                                                     | خراسان                   |                                                                     | ۲۵ ماه و ۲ روز خورشیدی  |
| میرزا باقر حسام‌الذاکرین               |                                                                     | خراسان                   | درگذشت.                                                             | ؟                       |
| محمداسماعیل کاشف                      |                                                                     | خراسان                   |                                                                     | ۲۵ ماه و ۲ روز خورشیدی  |
| میرزا محمد صادق طباطبایی              |                                                                     | خراسان                   |                                                                     | ۲۵ ماه و ۲ روز خورشیدی  |
| آقا شیخ علی                           |                                                                     | سبزوار                   |                                                                     | ۲۵ ماه و ۲ روز خورشیدی  |
| محمد هاشم میرزا افسر (شیخ‌الرئیس)      |                                                                     | سبزوار                   |                                                                     | ۲۵ ماه و ۲ روز خورشیدی  |
| عبدالحسین قوام‌السلام                  |                                                                     | نیشابور                  | استعفا داد.                                                         | ۱ ماه و ۵ روز خورشیدی   |
| میرزا محمد تقی ضیاء الممالک           |                                                                     | سمنان و دامغان           |                                                                     | ۱۹ ماه و ۲ روز خورشیدی  |
| میرزا منصورخان معدل‌الدوله             |                                                                     | قاین و سیستان            |                                                                     | ۸ ماه خورشیدی           |
| آقا شیخ غلامحسین                      |                                                                     | شاهرود                   |                                                                     | ۱۶ ماه و ۹ روز خورشیدی  |
| میرزا احمدخان شیبانی                  |                                                                     | کاشان                    |                                                                     | ۲۲ ماه و ۸ روز خورشیدی  |
| احمدعلی‌خان غفاری فخرالممالک           |                                                                     | کاشان                    | استعفا داد.                                                         |                         |
| مرتضی قلی‌خان طباطبایی نایینی          | منشی (اجلاسیهٔ ۴)                                                    | اصفهان                   |                                                                     | ۲۵ ماه و ۲ روز خورشیدی  |
| میرزا ابراهیم خان منشی                | کارپرداز (اجلاسیهٔ ۲) منشی (اجلاسیه‌های ۳ و ۴)                        | اصفهان                   |                                                                     |                         |
| میرزا احمدخان فاتح‌الملک               |                                                                     | اصفهان                   | استعفا داد.                                                         | ۱ سال                   |
| حاج آقا مجتهد شیرازی                  |                                                                     | فارس                     |                                                                     | ۲۲ ماه و ۲ روز خورشیدی  |
| شیخ علی ابیوردی مجتهد                 |                                                                     | فارس                     |                                                                     | ۲۲ ماه و ۲ روز خورشیدی  |
| سید ابراهیم مدرس                      |                                                                     | فارس                     |                                                                     | ۲۲ ماه و ۲ روز خورشیدی  |
| میرزا امان‌الله خان عزالممالک          | کارپرداز (اجلاسیهٔ ۴)                                                | (خوزستان)                |                                                                     | ۱۹ ماه و ۳ روز خورشیدی  |
| آقا سید محمد باقر ادیب                |                                                                     | (خوزستان)                |                                                                     | ۱۹ ماه و ۲۰ روز خورشیدی |
| شیخ محمد علی بهجت                     |                                                                     | (خوزستان)                |                                                                     | ۱۹ ماه و ۲۰ روز خورشیدی |
| حاج میرزا یحیی دولت‌آبادی              |                                                                     | کرمان                    | استعفا داد                                                          |                         |
| شیخ مهدی نجم‌آبادی                     |                                                                     | کرمان                    |                                                                     | ۱۵ ماه و ۲۳ روز خورشیدی |
| شاهزاده دکتر حیدر میرزا               |                                                                     | کرمان                    |                                                                     | ۱۷ ماه و ۲۴ روز خورشیدی |
| سیدعلی آقا یزدی                       |                                                                     | یزد                      |                                                                     | ۱۵ ماه و ۹ روز خورشیدی  |
| میرزا رضا خان طباطبایی نایینی         | منشی (اجلاسیهٔ ۲)                                                    | یزد                      |                                                                     | ۱۵ ماه و ۹ روز خورشیدی  |
| ارباب کیخسرو شاهرخ                    | کارپرداز (اجلاسیه‌های ۱، ۲، ۳، ۴ و ۵)                                | زرتشتیان                 |                                                                     | ۲۵ ماه و ۲ روز خورشیدی  |
| محمد کریم‌خان                          |                                                                     | ایل قشقایی               |                                                                     | ۲۴ ماه خورشیدی          |
| آدینه محمد خان                        |                                                                     | ترکمن ها                 |                                                                     | ۲۲ ماه و ۱۶ روز خورشیدی |
| یوسف‌خان میرزایانس                     |                                                                     | ارامنه                   |                                                                     | ۱۲ ماه و ۲۵ روز خورشیدی |
| میرزا لقمان نهورایی                   |                                                                     | کلیمیان                  |                                                                     |                         |
| شاهزاده سلیمان میرزا                  |                                                                     | مجلس                     | به جای یحیی‌میرزا که درگذشته بود.                                    | ۲۴ ماه خورشیدی          |
| دکتر علی‌خان اصفهانی                   |                                                                     | مجلس                     | به جای حسام‌الاسلام که درگذشته بود.                                  | ۲۴ ماه خورشیدی          |
| میرزا علی‌اکبرخان دهخدا                |                                                                     | مجلس                     | به جای صنیع‌الدوله                                                   | ۱۹ ماه و ۱۰ روز خورشیدی |
| میرزا مرتضی قلی‌خان بختیاری            |                                                                     | مجلس                     | به جای وثوق‌الدوله انتخاب شد ولی بعداً استعفا داد.                    | ۱۰ ماه و ۳۰ روز خورشیدی |
| میرزا حسین‌خان دبیرالملک               |                                                                     | مجلس                     | به جای مشیرالدوله انتخاب شد ولی بعداً استعفا داد.                    | ۱۱ ماه و ۲۴ روز خورشیدی |
| حاج علی‌قلی‌خان سردار اسعد              |                                                                     | مجلس                     | به جای وزیرزاده                                                     | ۱۷ ماه و ۱۱ روز خورشیدی |
| محمدولی‌خان سپهدار اعظم                |                                                                     | مجلس                     | به جای دبیرالملک انتخاب شد ولی ۸ ماه بعد استعفا داد.                | ۸ ماه خورشیدی           |
| سید محمد بهبهانی                      |                                                                     | مجلس                     | به جای حکیم‌الملک                                                    | ۸ ماه و ۳ روز خورشیدی   |
| میرزا رضاخان                          | کارپرداز (اجلاسیهٔ ۵)                                                | مجلس                     | به جای بهبهانی                                                      | ۱۴ ماه و ۱۸ روز خورشیدی |
| میرزا رضا مستوفی                      |                                                                     | مجلس                     | به جای صنیع‌الدوله                                                   | ۱ سال و ۲۰ روز خورشیدی  |
| میرزا علی انتظام‌الحکما                |                                                                     | مجلس                     | به جای فاتح‌الملک                                                    | ۱ سال و ۲۰ روز خورشیدی  |
| میرزا فتح‌الله‌خان مشیر حضور            |                                                                     | مجلس                     | به جای صدیق حضرت                                                    | ۱ سال و ۲۰ روز خورشیدی  |
| میرزا یوسف‌خان اعتصام‌الملک             | کارپرداز (اجلاسیهٔ ۵)                                                | به جای اسماعیل‌خان نوبری  |                                                                     | ۷ ماه و ۱۴ روز خورشیدی  |
| اسماعیل‌خان فرزانه                     |                                                                     | مجلس                     | به جای مشیرالدوله                                                   | ۷ ماه و ۱۴ روز خورشیدی  |
| سید محمدرضا همدانی                    |                                                                     | مجلس                     | به جای سپهدار اعظم                                                  | ۷ ماه و ۱۴ روز خورشیدی  |
| میرزا حسن‌خان ساعدالوزرا               |                                                                     | مجلس                     | به جای مستشارالدوله                                                 | ۷ ماه و ۱۴ روز خورشیدی  |
| حسین‌خان سیدالاطبا                     |                                                                     | مجلس                     | به جای ممتازالدوله                                                  | ۷ ماه و ۱۴ روز خورشیدی  |
| میرزا علی اصفهانی                     |                                                                     | مجلس                     | ب جای مرتضی‌قلی‌خان بختیاری                                           | ۷ ماه و ۱۴ روز خورشیدی  |
| میرزا قاسم‌خان صور اسرافیل             | منشی (اجلاسیهٔ ۵)                                                    | مجلس                     |                                                                     | ۷ ماه و ۱۴ روز خورشیدی  |
| حاج میرزا زین‌العابدین قمی             |                                                                     | علمای طراز اول           |                                                                     | ۷ ماه و ۱۴ روز خورشیدی  |
| سید ابوالحسن اصفهانی                  |                                                                     | علمای طراز اول           | استعفا داد و به مجلس نرفت                                           |                         |
| میرزا سید حسن مدرس قمشه               |                                                                     | علمای طراز اول           |                                                                     | ۱۶ ماه و ۱۹ روز خورشیدی |
| حاج میرزا سید علی حائری               |                                                                     | علمای طراز اول           | استعفا داد و به مجلس نرفت                                           |                         |
| میرزا یحیی امام جمعه خویی             |                                                                     | علمای طراز اول           |                                                                     |                         |
| حاج شیخ محمد باقر بهاری همدانی        |                                                                     | علمای طراز اول           | به جای حائری انتخاب شد ولی استعفا داد و به مجلس نرفت                |                         |
| حاج نورالله ثقة الاسلام               |                                                                     | علمای طراز اول           | به جای شیخ محمدباقر بهاری همدانی انتخاب شد                          | هیچگاه به مجلس نرفت     |
| مهدی مازندرانی                        |                                                                     | علمای طراز اول           | به جای سید ابوالحسن اصفهانی انتخاب شد ولی استعفا داد و به مجلس نرفت |                         |
| حاج شیخ محمدهادی مجتهد بیرجندی        |                                                                     | علمای طراز اول           | استعفا داد.                                                         |                         |
| سید ابوالحسن انگجی                    |                                                                     | علمای طراز اول           | به جای شیخ مهدی مازندرانی                                           | هیچگاه به مجلس نرفت     |